# Gunnera manicata
Gunnera manicata, llamada comúnmente ruibarbo gigante, es una planta dentro de la familia Gunneraceae, nativa de Brasil, utilizada como planta ornamental.

## Descripción
Presenta espinas en la parte inferior de las hojas así como a lo largo de todo su tallo. Las hojas de Gunnera alcanza unos tamaños impresionantes. Hojas que exceden los 120 centímetros de diámetro son comunes, con una envergadura de 90 x 90 centímetros en plantas maduras; presenta nervaduras de color verdes blanquecinas. 
Estas plantas alcanzan su óptimo de desarrollo en condiciones de humedal, por ejemplo en los bordes de las charcas o de estanques,  pero les van mal los inviernos fríos y húmedos. En los jardines de climas templados, hay que cubrir la corona donde salen las hojas de la planta, con sus propias hojas muertas, para protegerla de los fríos del invierno. 
A pesar de su nombre común ("ruibalbo" gigante), esta planta no es utilizada como alimento; esto a pesar de que su pariente  más austral Gunnera tinctoria sí es consumida.

## Taxonomía
Gunnera manicata fue descrita por  Jean Jules Linden ex André y publicado en L'illustration horticole 20: 156–157. 1873.
Etimología
Gunnera: nombre genérico otorgado en honor del botánico noruego Johan Ernst Gunnerus.
manicata: epíteto latíno que significa "con mangas largas".
Sinonimia
- Gunnera brasiliensis Schindl.[3]

## Galería

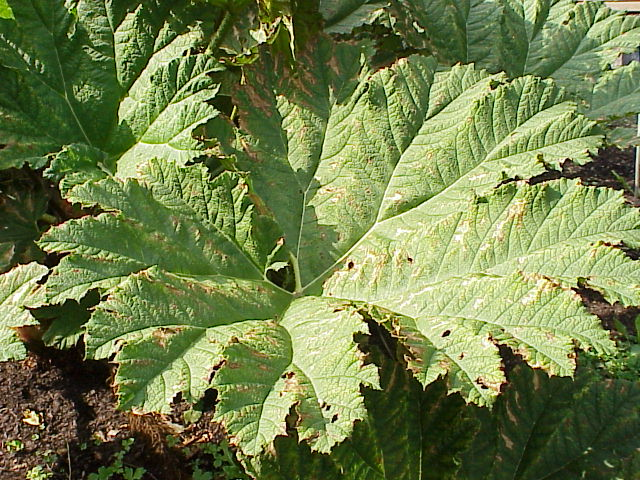
Hoja
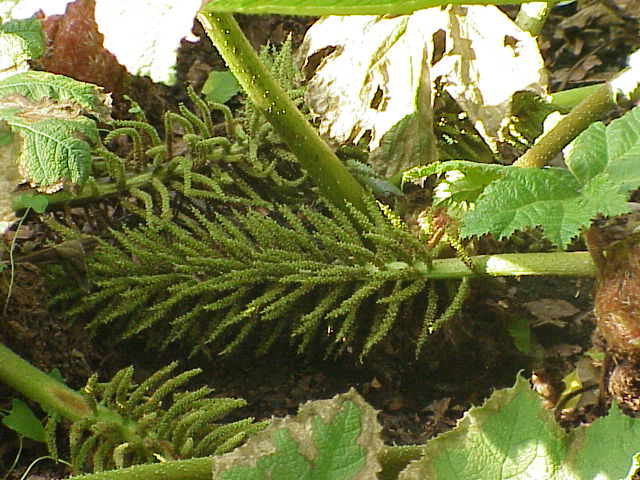
Inflorescencia entre las hojas
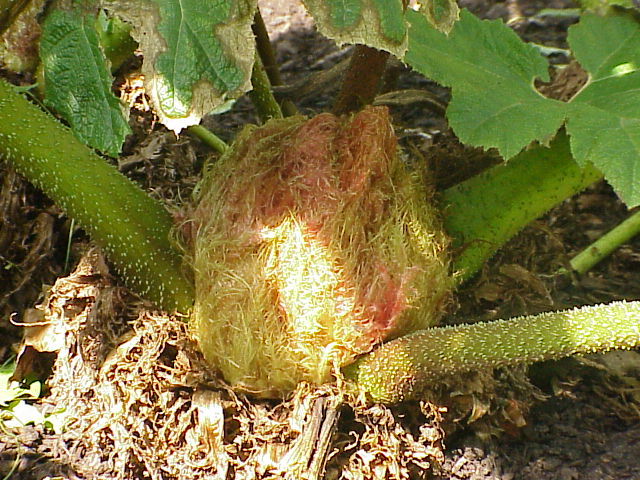
Nudo floral
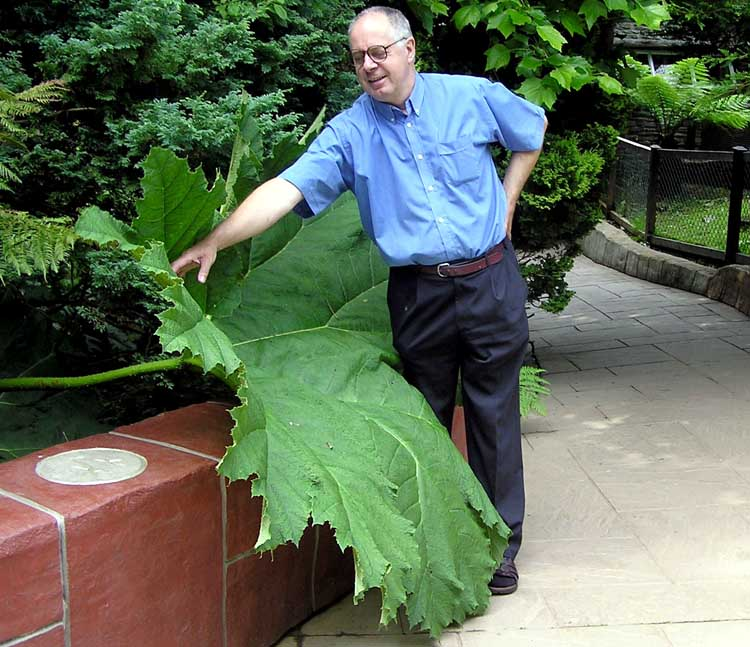
Gran ejemplar
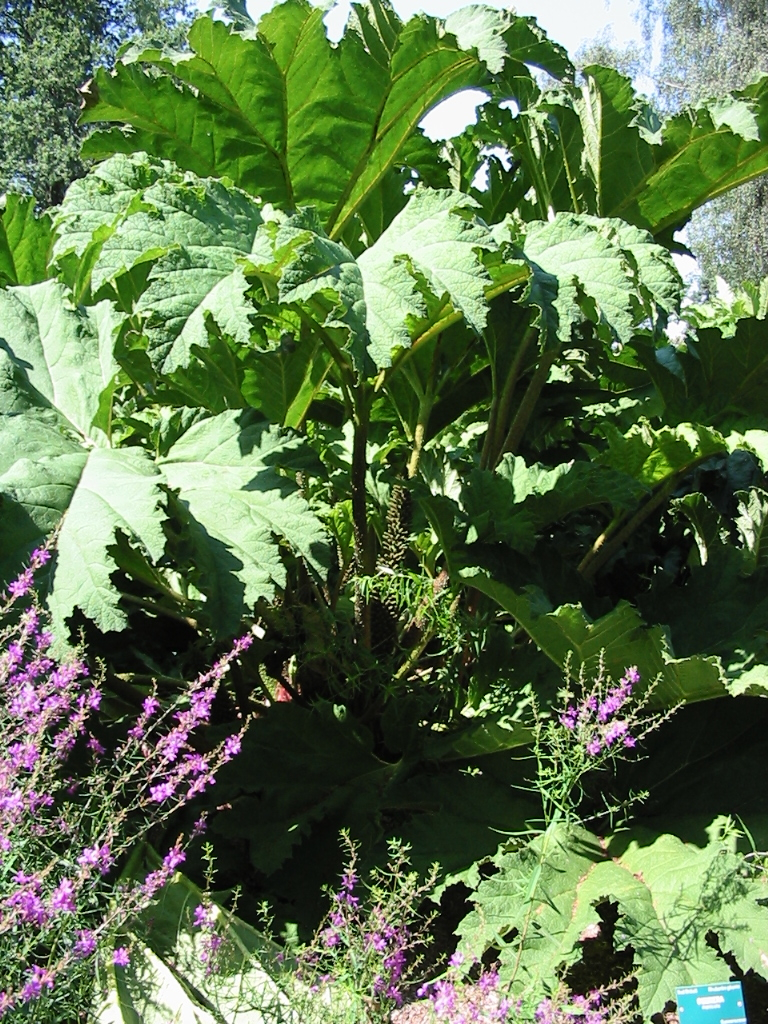
Hábito